# Speed of Sound
"Speed of Sound" é uma canção da banda inglesa de rock alternativo Coldplay. Foi escrita por todos os membros da banda para o seu terceiro álbum de estúdio, X&Y. A canção é construído em torno de um riff de piano, a música desenvolve um enorme sintetizador com um refrão pesado. Foi lançado em 23 de maio de 2005 pela gravadora Parlophone como o primeiro single do álbum.
O vocalista do Coldplay, Chris Martin, admitiu que o tema foi desenvolvido após a banda escutar a cantora inglesa Kate Bush. A batida da canção é parecida com a canção de Bush "Running Up That Hill" de 1985. Após o lançamento da canção, a mesma entrou na posição de número dois da UK Singles Chart. Nos Estados Unidos, chegou na posição de número oito na Billboard Hot 100.
Apesar de ter sido reconhecido como Canção do Ano pela American Society of Composers, Authors and Publishers (ASCAP), a canção recebeu críticas mistas. "Speed of Sound" foi indicado duas vezes no 48º Grammy Awards. A canção ganhou um Brit Award na categoria Melhor Single Britânico de 2006. O videoclipe da faixa foi indicado para quatro MTV Video Music Awards. "Speed of Sound" foi também a bilionésima canção baixada no iTunes Store.

## Antecedentes
Em entrevista, o vocalista do Coldplay, Chris Martin, revelou que a canção foi escrita em meados de 2004 e foi inspirado pela cantora inglesa de rock alternativo Kate Bush e pela filha de Martin, Apple: "Esta é uma canção de Kate Bush em que estávamos escutando muito no verão passado, e nós queríamos uma canção que tivesse o mesmo tom musical. Eu também tive a minha filha na época, e era uma espécie de sentimento em uma sensação de espanto e admiração." A batida da música foi inspirado pela canção de Bush "Running Up That Hill".
Em uma entrevista separada, o baixista Guy Berryman, disse sobre "Speed of Sound": "Fomos ouvir uma canção de Kate Bush, chamada 'Running Up That Hill' e nós estávamos realmente tentando recriar a bateria em que a canção apresenta, e os acordes. Algumas bandas são reticentes para admitir que se inspiram em coisas de outros artistas e as bandas que elas escutam e não temos vergonha nesse aspecto, não nos importamos em dizer."

## Composição
"Speed of Sound" é uma canção com base de piano. A canção tira proveito de um riff insistente ornamentado do teclado e um coro ocupado, mas com melodias menos melosas, em que a música desenvolve um enorme tambor e um sintetizador pesado no refrão, que inclui também um clima otimista.
A letra da canção é críptica; as últimas linhas do final do terceiro verso enfatizam a crença e a fé: "If you could see it then you’d understand/ah when you see it then you’ll understand," e "Some things you have to believe/others are puzzles puzzling me." O quarto e o segundo verso alude como descobrir seu lugar no mundo: "How long am I gonna stand/with my head stuck under the sand," and "If you never try then you’ll never know".
Na revisão de X&Y, Bill White do jornal Seattle Post-Intelligencer, notou que os "sons criativos" evidente em "Speed of Sound" são semelhantes às "melodias de Jeff Buckley ('Last Goodbye') e Keane ('Everybody's Changing')".

## Lançamento e promoção
Coldplay lançou "Speed of Sound" nos EUA em 18 de abril de 2005 como o primeiro single de seu terceiro álbum. A canção fez sua estreia de rádio na BBC Radio 1 com Steve Lamacq em 19 de abril. O single apresenta dois B-side's: "Things I Don't Understand" e "Proof". A canção foi lançada no Reino Unido em 23 de maio.
"Speed of Sound" foi barrado do topo da UK Singles Chart pela canção-cômica "Axel F" de Crazy Frog, atingindo a posição de número dois por uma semana, embora permanecesse no top 75 por dezesseis semanas não-consecutivas. No entanto, tornou-se o primeiro single mais baixado da banda no Reino Unido. E também se tornou o primeiro single do Coldplay a entrar no Top 10 da Billboard Hot 100, onde chegou a posição de número oito, tornando-se o maior sucesso da banda por lá até "Viva la Vida" alcançar o primeiro lugar em 2008. O single marcou a primeira vez que uma banda britânica entrou diretamente no Top 10 da Billboard Hot 100 desde "Say You'll Be There" das Spice Girls. A canção foi também a bilionésima canção mais baixada pela Apple, Inc e iTunes Store. Um toque da música estava disponível na Cingular Wireless, que teve um clipe da música "Speed of Sound" disponível uma semana antes de ter sido ouvido na rádio.

### Recepção da crítica
"Speed of Sound" misturou opiniões entre os críticos. Pitchfork Media classificou 2.5/5, notando sua semelhança melódica na antiga canção da banda "Clocks". Na revisão do álbum da Rolling Stone, a crítica Kelefa Sanneh também notou uma semelhança entre "Speed of Sound" e "Clocks", na qual escreveu: "'Speed of Sound', uma canção atraente, mas não emocionante (soa um pouco como 'Clocks' do A Rush of Blood..., mas sem a arrogância)." Matt Freelove da revista Blogcritics no entanto, escreveu: "Certamente é uma canção que caberia bem no segundo álbum, em termos de música ... No entanto, o single é bastante bom, e soa bonito, mas eu estava esperando uma impressionante reviravolta da banda." Joe Tangari da Pitchfork escreveu: "A melodia vocal da faixa supera a de 'Clocks' por um fio de cabelo." Nick Southall da revista Stylus escreveu: "O primeiro single 'Speed Of Sound' ganhou pontos, tecnologicamente consciente, synth-driven estética, qualquer desenvolvimento é puramente superficial [...] 'Speed Of Sound' adiciona cimento[s] de estética futurista, brilhante, limpo, gigantesca atenção aos detalhes evitando a dor real e paixão em favor da anestesia, mas delicioso e oco de melancolia e pavor."
"Speed of Sound" foi indicado para dois Prêmios Grammy nas categorias Melhor Canção de Rock e Melhor Performance de Rock por Duo ou Grupo no 48º Grammy Awards (2006). A canção venceu um MTV Europe Music Awards na categoria Melhor Canção. Em dezembro de 2005, "Speed of Sound" apareceu na posição de número nove na lista da revista Q, "100 Grandes Faixas do Ano". Em 2006, a canção ganhou um Brit Award na categoria Melhor Single Britânico. Nesse mesmo ano, American Society of Composers, Authors and Publishers (ASCAP) declarou a faixa como a Canção do Ano.
A canção apareceu no álbum de comédia de "Weird Al" Yankovic no medley "Polkarama!" no álbum lançado em outubro de 2006, Straight Outta Lynwood. Também pode ser ouvida no Vídeo Game SingStar Rocks!. A canção ganhou uma paródia em um episódio da série de televisão da Fox, Mad TV.

## Videoclipe

O vídeo da canção tem um display de dois andares e uma parade de LED no fundo.

O vídeo para promover "Speed of Sound" foi filmado em um palco de som de Los Angeles em 22 e 23 de abril de 2005. As filmagens decorreram em grandes conjuntos apoiados por grandes emissões de luzes (LED) exibido e desenvolvida pelos Elementos de Laboratório. A performance baseada no vídeo foi dirigido por Mark Romanek. O vídeo mostra a banda tocando em frente a uma parede, que consiste em 640 Element Labs VersaTubes colocados 6" no centro.
O conjunto de animações foram programadas e executadas ao vivo durante a filmagem. Romanek queria um haste da canção "sem divisão" e ter a bateria, baixo, guitarra e vocais em faixas separadas, que foram, então, animadod, e as luzes foram sintetizadas a cada uma das faixas. No final, Romanek e Michael Keeling, o designer de iluminação, optaram por usar a faixa vocal de Chris Martin para animar "porque tinha tal dinâmica. Cerca de 75% do vídeo é dirigido por voz ativada à animação", disse Keeling.
O vídeo abre em um breu preto, seguido por um enquadramento de luz com Martin. A cena então muda para a banda, onde tocam a música. Quando Martin estende as mãos, os dois andares da parede com luzes LED entra em "erupção" com cores do arco-íris. O pano de fundo LED muda de cor à medida que prossegue com a banda tocando a música. O vídeo conclui seu término com os membros da banda alinhados um por um, e o conjunto de LED exibidos se tranformam em um fundo branco.
O vídeo estreou em 23 de maio de 2005, e teve sucesso nas paradas em programas de vídeos. Estreou em 11 de junho de 2005 no 1º Countdown Rock da Fuse na posição seis, e "aposentou-se" em 5 de agosto, no número sete da última contagem. Também chegou na posição de número dezesseis na última contagem do MuchMusic do mês, depois de sua estreia. Em 2005 no MTV Video Music Awards, o vídeo foi indicado nas categorias Vídeo do Ano, Melhor Efeitos Especiais, Melhor Edição e Melhor Cinematografia. O vídeo ficou na posição de número 10 na VH1 "Top 40 de 2005".

## Faixas
| N.º | Título                      | Duração |  |
| 1.  | "Speed of Sound"            | 4:49    |  |
| 2.  | "Things I Don't Understand" | 4:55    |  |
| 3.  | "Proof"                     | 4:10    |  |

- CD RU CDR6664, 7" R6664, 12" 12R6664, 10" 10R6664
- CD Austrália 872 9862 lançado em 32 de maio de 2005 pela Capitol Records
- CD Japão TOCP-40179 lançado em 11 de maio de 2005 pela Toshiba-EMI

## Desempenho nas paradas musicais
| País/Parada                               | Posição |
| ----------------------------------------- | ------- |
| Austrália (ARIA)                          | 9       |
| Áustria (Ö3 Austria Top 40)               | 23      |
| Bélgica (Ultratop 50 Flandres)            | 34      |
| Bélgica (Ultratop 40 Valónia)             | 31      |
| Dinamarca (Hitlisten)                     | 7       |
| Espanha (PROMUSICAE)                      | 2       |
| Estados Unidos (Billboard Hot 100)        | 8       |
| Finlândia (Mitä hittiä)                   | 3       |
| França (SNEP)                             | 42      |
| Holanda (Dutch Top 40)                    | 6       |
| Itália (FIMI)                             | 2       |
| Noruega (VG-lista)                        | 11      |
| Nova Zelândia (RIANZ)                     | 13      |
| Polônia (ZPAV)                            | 1       |
| Reino Unido (The Official Charts Company) | 2       |
| Suécia (Sverigetopplistan)                | 34      |
| Suíca (Schweizer Hitparade)               | 22      |